# Croix verte (Henri Dunant)
Pour les articles homonymes, voir Croix verte.
La Croix verte est une organisation à but humanitaire imaginée par Henry Dunant, fondateur de la Croix-Rouge, afin de protéger et aider les femmes, mères de familles abandonnées, jeunes filles exposées aux risques de la prostitution, comme la Croix-Rouge initialement venait en secours aux militaires blessés. Entre 1899 et 1902 il y eut une Croix-Verte active à Bruxelles présidée par Marguerite Nyssens. Joséphine Nyssens, épouse Keelhoff, fut aussi active dans cette association.
Le nom de Croix verte fut repris pendant la Première Guerre mondiale par l'une des multiples œuvres de bienfaisance d'aide aux soldats et aux victimes de ce conflit. L'une d'elles s'intitulait l'Association des Œuvres de la Croix Verte. Son siège social se trouvait à Paris 14e, au numéro 6 de la rue Victor-Schœlcher. Fondée en 1914 par M. et Mme Émile Bayard (qui prend la fonction de président du Comité central), et Mme F. Monmory, elle fut placée sous le haut patronage du président de la République Raymond Poincaré. Son Comité d'honneur était présidé par Fernand David, ministre de l'Agriculture.